# Paula Blasi Cairol
Paula Blasi Cairol   (Esplugues de Llobregat, 19 de febrer de 2003) és una ciclista catalana, que actualment corre per a l'equip UAE Team ADQ de nivell UCI Women's WorldTeam.
Anteriorment Blasi destacà en altres esports com l'atletisme on va ser Campiona de Catalunya absoluta de 800 metres llisos, el duatló i el triatló on també fou campiona de Catalunya en ambdues modalitats.

### 2024: inici prometedor
Després d'una lesió al febrer de 2024 que l'impedeix córrer decideix provar en el ciclisme i en les primeres competicions ja destacà.
Les seves millors victòries són en el campionat nacional de contrarellotge sub23 i un segon lloc en els nacionals de ruta sub-23; a més del campionat de Catalunya en ruta i contrarellotge. En la prova més important sub-23 del calendari, el Tour de l'Avenir aconsegueix la 3a posició a l'etapa reina i la 4a a la classificació final.
Al Giro de Toscana-Memorial Michela Fanini guanya la classificació de les joves, fa 4a a la classificació general, 5a a la classificació dels punts i en 3 etapes fa top-10.
A la recta final de la temporada és seleccionada per participar als Campionats d'Europa de ciclisme en ruta i contrarellotge sub-23 on finalitza en les posicions 41 i 22 respectivament; i als Campionat del Món de ciclisme en ruta femení sub-23, de contrarellotge i en contrarellotge per equips mixtos finalitza en 68a, 41a i 9a posició.

### 2025: el salt a un equip professional
L'octubre de 2024 s'anuncia el fitxtge de Blasi pel UAE Development Team de categoria continental pels propers dos anys. El 25 d'abril aconsegueix la seva primera victòria professional al Gran Premi della Liberazione. L'endemà revalidava a Sabadell els títols de Campiona de Catalunya en ruta i també el sub-23. El 8 de maig aconsegueix la seva segona victòria professional a la Pointe du Raz Ladies Classic. El 16 de maig continua la seva progressió i s'anuncia el seu ascens a l'equip principal UAE Team ADQ de nivell UCI Women's WorldTour; debutant en una cursa del màxim nivell professional com la Volta al País Basc. Al juny va revalidar el campionat nacional de contrarellotge sub-23, i es va proclamar Campiona d'Espanya en ruta sub-23. El 19 de juliol venç a La Périgord Ladies. El 15 d'agost va aconseguir la seva primera victòria d'etapa en una cursa World Tour, va ser en la cronoescalada individual inaugural del Tour de Romandia. Amb aquest èxit Blasi es va convertir en la primera ciclista catalana que guanya una etapa World Tour. Acabaria aquesta cursa signant un segon lloc en la darrera etapa i sent quarta de la classificació final. També s'imposaria a les classificacions per punts i com a millor jove.

## Palmarès
- 2024
  -  Campiona d'Espanya en contrarellotge sub-23
  - Campiona de Catalunya en ruta
  - Campiona de Catalunya en ruta sub-23
  - Campiona de Catalunya en contrarellotge
  - Campiona de Catalunya en contrarellotge sub-23
  - 1a al Trofeu Speed Republik
  - 1a a la Volta a Osona i vencedora d'una etapa[21]
- 2025
  -  Campiona d'Espanya en ruta sub-23
  -  Campiona d'Espanya en contrarellotge sub-23
  - 1a al Gran Premi della Liberazione
  - Campiona de Catalunya en ruta
  - Campiona de Catalunya en ruta sub-23
  - 1a a la Pointe du Raz Ladies Classic
  - 1a a La Périgord Ladies
  - Vencedora d'una etapa al Tour de Romandia,  vencedora del maillot dels punts i   vencedora com a millor jove